# Coral Gables Open Invitational
O Coral Gables Open Invitational foi um torneio masculino de golfe no PGA Tour, disputado entre 1931 e 1937 e entre 1959 e 1962. Foi disputado no que é agora campo de golfe do Biltmore, em Coral Gables, no estado norte-americano da Flórida. Decorreu nos anos 30 sob o nome de Miami Biltmore Open.

## Campeões
Coral Gables Open Invitational
- 1962 Gardner Dickinson[1]
- 1961 George Knudson
- 1960 Bob Goalby
- 1959 Doug Sanders

Miami Biltmore Open
- 1938-58 Não houve torneio
- 1937 Johnny Revolta
- 1936 Ralph Guldahl
- 1935 Horton Smith
- 1934 Olin Dutra
- 1933 (Dez.) Willie Macfarlane
- 1933 (Mar.) Paul Runyan
- 1932 (Nov.) Denny Shute

Coral Gables Open
- 1932 (Mar.) Gene Sarazen
- 1931 Henry Ciuci e Walter Hagen (empate)